# Biblioteca dell'Accademia rumena
La Biblioteca dell'Accademia rumena (in romeno Biblioteca Academiei Române) è una biblioteca di Bucarest, fondata il 6 agosto 1867, che opera sotto l'egida dell'Accademia rumena. Lo scopo dichiarato della biblioteca è quello di raccogliere e conservare nelle sue collezioni il fondo nazionale di manoscritti e stampe, illustrando la storia e la cultura rumene nonché la storia e la civiltà universali.

## Collezioni
Oltre a importanti collezioni di monografie e periodici, la biblioteca ha anche una serie di collezioni speciali:
- Manoscritti - Libro raro
- Grafica Archiviato l'8 agosto 2016 in Internet Archive.
- Numismatica Archiviato il 10 agosto 2016 in Internet Archive.
- Mappe Archiviato l'11 agosto 2016 in Internet Archive.
- http://www.biblacad.ro/muzica.html[collegamento interrotto]

La Biblioteca dell'Accademia rumena è responsabile dell'attività bibliografica retrospettiva per la bibliografia monumentale nazionale: pubblicazioni monografiche(1508-1952) e pubblicazioni periodiche (1790-1952).

## Direttori
- Ioan Bianu : 1884-1931
- Radu R. Rosetti : 1931-1940
- Ioan I. Nistor : 1945-1948
- Barbu Lăzăreanu : 1948-1950
- Mircea Malița : 1950-1956
- Perpessicius (Dimitrie S. Panaitescu) : 1957-1958
- Tudor Vianu : 1958-1964
- Șerban Cioculescu : 1965-1975
- Jean Livescu : 1975-1980
- Victor Emanuel Sahini : 1980-1993
- Gabriel Ștrempel : 1993-2006
- Dan Horia Mazilu : 2006-2008
- Florin Gheorghe Filip : 2008-